# مردم آماده شوید
مردم آماده شوید (به انگلیسی: People Get Ready) آهنگی از گروه ایمپرشنز است که در آلبومی به همین‌نام قرار دارد که در سال ۱۹۶۵ منتشر شد. این آهنگ را بهترین اثر این گروه می‌دانند و در رده سوم آهنگ‌های داغ آر اند بی و در رتبه چهاردهم جدول ۱۰۰ آهنگ داغ بیلبورد قرار دارد. شعر آن از گاسپل ساخته کورتیس مایفیلد گرفته شده‌است.
رولینگ استون آنرا ۲۴اُمین آهنگ برتر تمام دوران دانسته است و در فهرست ۵۰۰ آهنگ برتر تالار مشاهیر راک اند رول نیز قرار دارد.

## متن آهنگ
| متن اصلی این آهنگ به انگلیسی چنین است: People get ready, there's a train a comin' You don't need no baggage, you just get on board All you need is faith, to hear the diesels hummin' Don't need no ticket, you just thank the Lord So people get ready, for the train to Jordan Picking up passengers coast to coast Faith is the key, open the doors and board 'em There's hope for all, among those loved the most There ain't no room for the hopeless sinner Whom would hurt all mankind, just to save his own, believe me now Have pity on those whose chances grow thinner For there is no hiding place, against the kingdom's throne People get ready, there's a train a comin' You don't need no baggage, you just get on board All you need is faith, to hear the diesels hummin' Don't need no ticket, you just thank the Lord | برگردان فارسی متن ترانه: مردم آماده شوید، قطاری دارد می‌آید احتیاجی به چمدان نیست، فقط کافیست سوار شوید تمام آنچه نیاز دارید ایمان است تا صدای موتورها را بشنوید نیازی به بلیط نیست، فقط از خدا تشکر کنید پس مردم آماده شوید، برای قطار به مقصد جردن مسافران را ساحل به ساحل سوار می‌کند ایمان کلید است، درها را باز کنید و سوار شوید برای همه امید است، در بین آنانی که بیشتر مورد محبت هستند برای گناهکاران ناامید جایی نیست آنان که تمام انسان‌ها را می‌آزارند تا خود را نجات دهند، مرا باور کنید افسوس بر آنان که شانسشان کمتر می‌شود زیرا جایی نیست که بتوان در آن از پادشاهی خداوند پنهان شد مردم آماده شوید، قطاری دارد می‌آید احتیاجی به چمدان نیست، فقط کافیست سوار شوید تمام آنچه نیاز دارید ایمان است تا صدای موتورها را بشنوید نیازی به بلیط نیست، فقط از خدا تشکر کنید |

## در رسانه‌ها
در مانگای عدن: این یک دنیای پایان‌ناپذیر است! از این ترانه نام برده شده و در صفحاتی از آن متن ترانه آمده‌است.